# Tobroek
Dit artikel gaat over de Libische stad, voor de bunkersoort zie Tobruk.
Tobroek (Arabisch: طبرق, Engels: Tobruk, Italiaans: Tobruch) is een havenstad met een natuurlijke haven aan de Middellandse Zee in Oost-Libië. Tobroek ligt in het vroegere Cyrenaica en is hoofdstad van de gemeente Al Butnan.
Tobroek is met het instellen van de sancties van de jaren tachtig en negentig en meer in het bijzonder de luchtboycot flink gegroeid; het is de eerste grote Libische stad vanuit Egypte gezien. De stad had in 1984 75.282 inwoners, begin 2005, 121.052 inwoners.

## Tweede Wereldoorlog
In het begin van de Tweede Wereldoorlog was Tobroek nog maar een kleine stad in de Italiaanse kolonie Libië, met ongeveer 2000 inwoners, maar van strategisch belang door de zeehaven. In 1940 stierf de Italiaanse maarschalk Italo Balbo in Tobroek toen zijn vliegtuig per vergissing werd neergeschoten door eigen troepen. Op 12 januari 1941 werd het veroverd door Britse, Australische en Nieuw-Zeelandse troepen, maar werd daarna belegerd door Duitse en Italiaanse troepen onder commando van Erwin Rommel. Het kwam op 21 juni 1942, samen met een grote hoeveelheid voorraden in handen van de Italianen en Duitsers. Op 11 november 1942 werd Tobroek heroverd door de geallieerden.

## Trivia
Naar de stad Tobroek is ook een schuttersput Tobruk van oorspronkelijk Italiaans/Duitse type vernoemd. In de Stelling van Amsterdam zijn nog een aantal van deze putten terug te vinden; een aantal in de duinen bij IJmuiden, een aantal bij de Tiger-stellung op Terschelling, enkele bij Fort Haerlem in Hellevoetsluis en één bij Spaarnwoude.